# Semiothisa restorata
Semiothisa restorata är en fjärilsart som beskrevs av Walker 1861. Semiothisa restorata ingår i släktet Semiothisa och familjen mätare. Inga underarter finns listade i Catalogue of Life.